# Tetraclinis
Tetraclinis es un género monoico de coníferas de la familia Cupressaceae, con solo una especie, Tetraclinis articulata, también conocida como, entre otros nombres, ciprés de Cartagena, alerce africano y araar. 

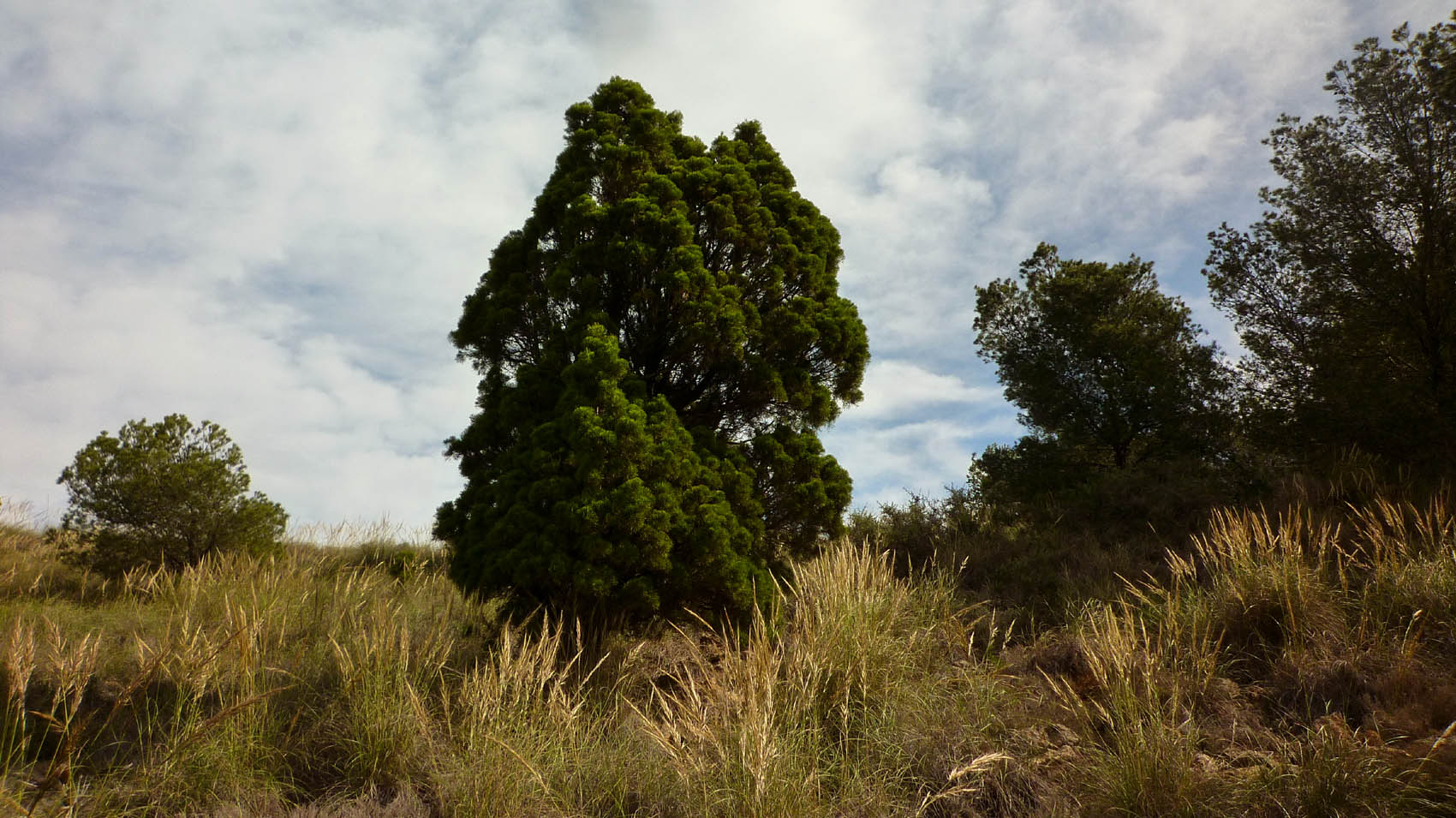
Tetraclinis articulata en el parque natural de Calblanque Cartagena (España).

Sus parientes más cercanos son Platycladus, Microbiota decussata y Calocedrus, con un fuerte parecido con este último. En textos antiguos era a veces incluido en Thuja o en Callitris, pero está poco relacionado con estos géneros.

## Descripción
Es un árbol pequeño, de lento crecimiento, de 5-9 m de altura, excepcionalmente 16 m. El individuo más alto conocido llega a los 18,6 m de alto y 40 cm de diámetro en el Arboretum de la Universidad de California, Davis Campus. La copa es aovada o cónica y clara, aunque bastante variable. El tronco es recto, de corteza longitudinalmente fisurada, de color grisáceo o pardo grisáceo con ramas abiertas ascendentes a modo de «candelabro».
El follaje se organiza en ramillas péndulas, aparentemente articuladas, de hojas escuamiformes de 1-5 mm de longitud, dispuestas en verticilos de a cuatro, es decir, un par de hojas opuestas son aplanadas y el otro par son más estrechas, y son aquilladas longitudinalmente. Por su parte, las hojas jóvenes son aciculares y punzantes, parecidas a las del enebro.
Las piñas, o estróbilos, tanto masculinos como femeninos, aparecen en los extremos de las ramillas. Los masculinos son mediocentimétricos, con 4-5 verticilos de 4 escamas polínicas pentagonales atenuadas opuestas, milimétricas, cada una con 4 sacos de polen. Los femeninos, mediocentimétricos, erectos, verdes con tonos azulados y pruinosos cuando jóvenes, tienen, cuando maduros, 10-15 mm de largo, son de forma globosa y están formados por cuatro escamas terminadas en una punta revuelta. Su antesis es en otoño e invierno. Dichos estróbilos femeninos, dehiscentes, encierran 2 o 3 semillas bialadas, o excepcionalmente trialadas de 6-8 mm de largo y 1-1,5 mm de ancho, con amplias alas escariosas, de forma obovada oblicua y de 8 mm de largo por 4-5 mm de ancho, una en cada lado.

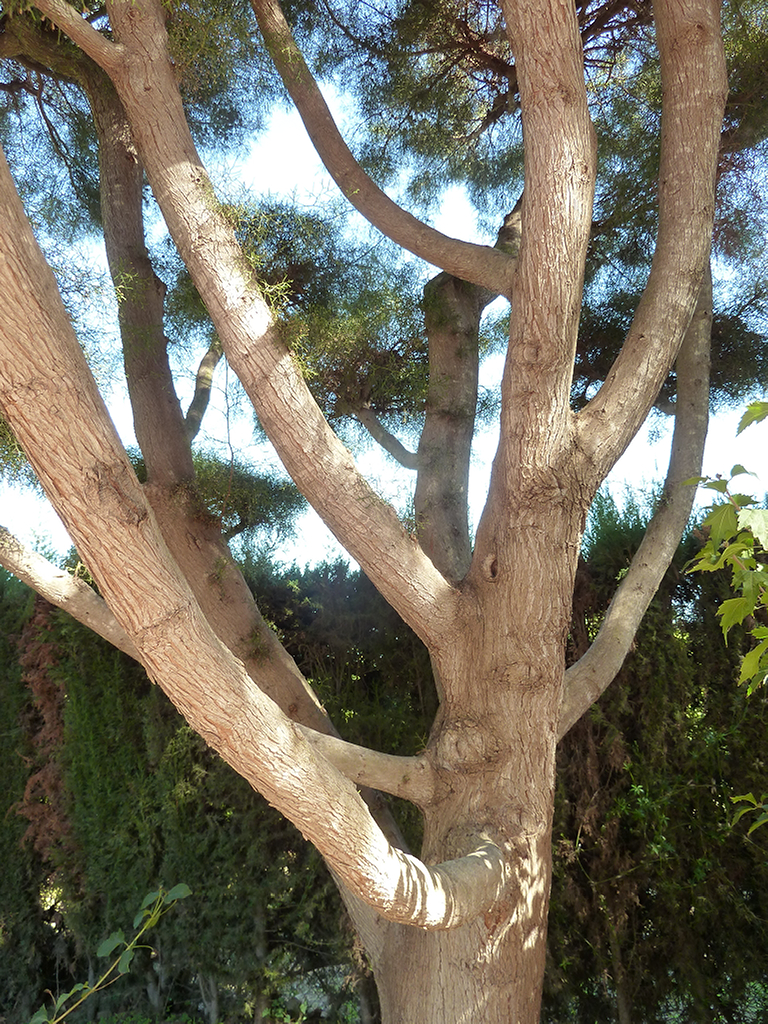
Tronco y ramas principales ascendentes.

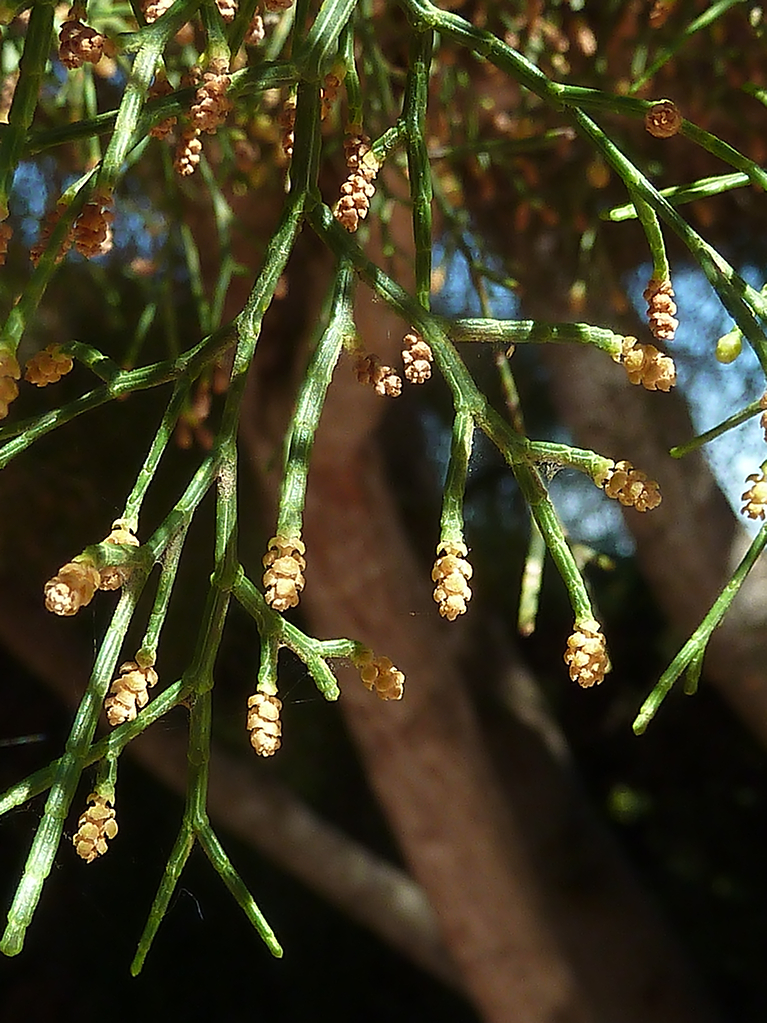
Ramillas de hojas escuamiformes con estróbilos mascúlinas maduros en sus ápices.

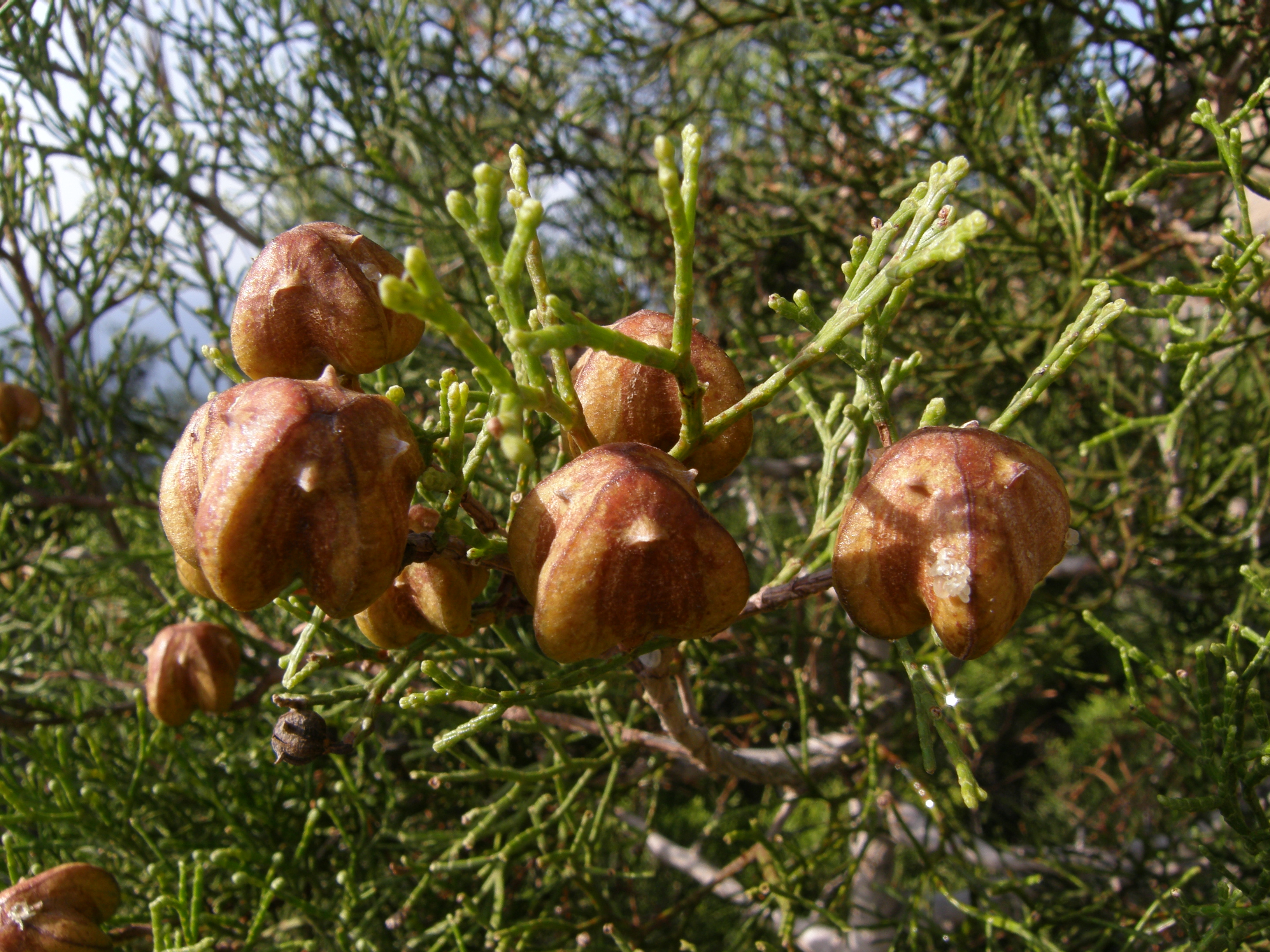
Piñas de Tetraclinis articulata en el parque nacional de Alhucemas, Marruecos.

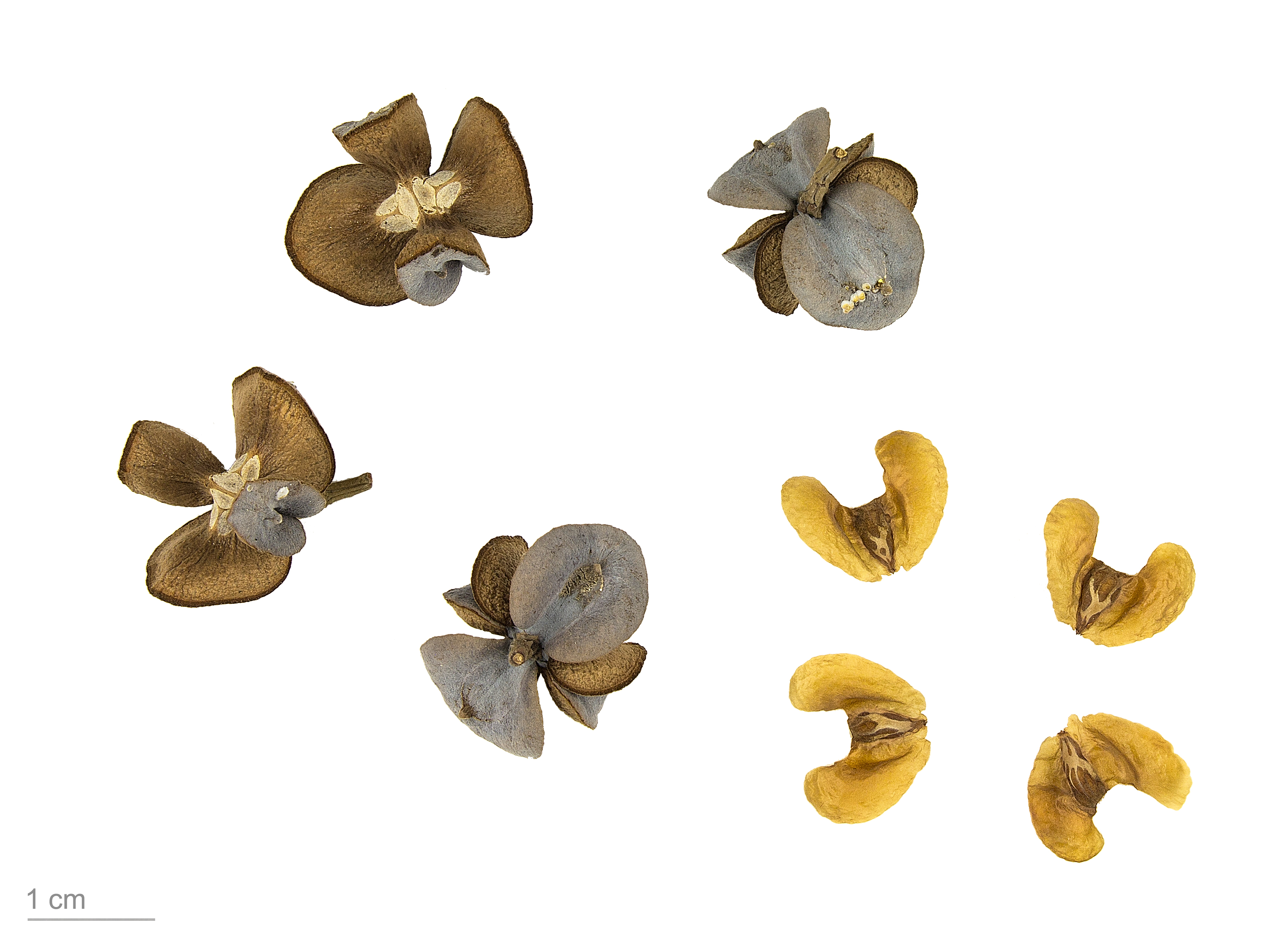
Tetraclinis articulata

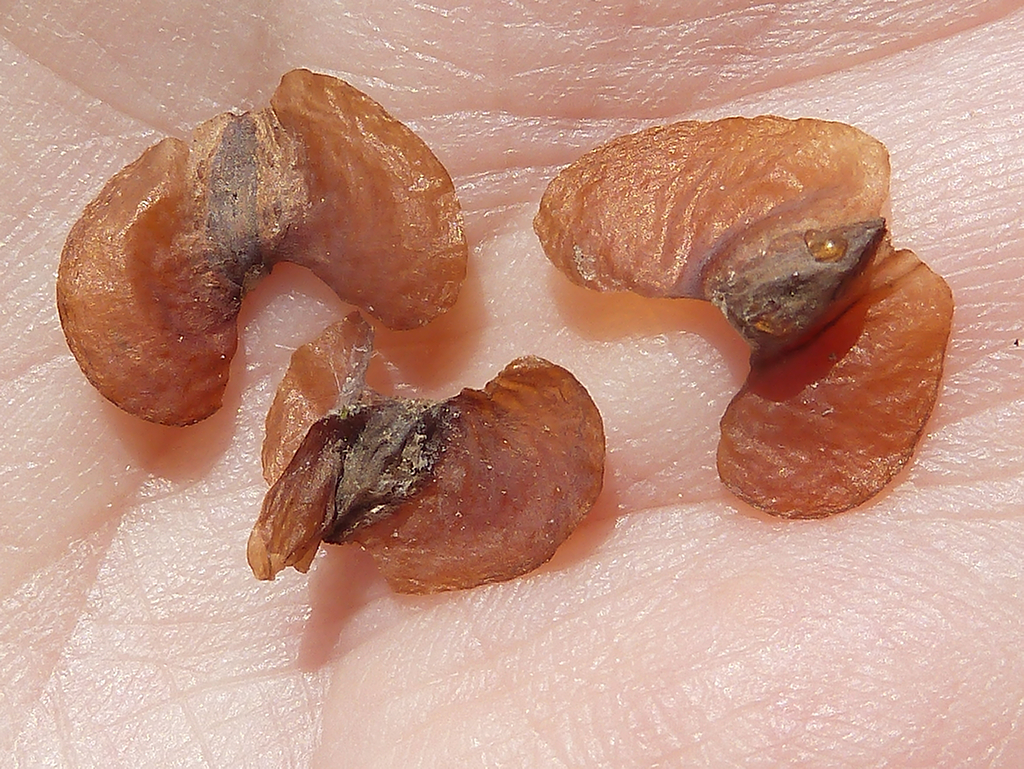
Semillas bi-aladas con una tri-alada maduras.

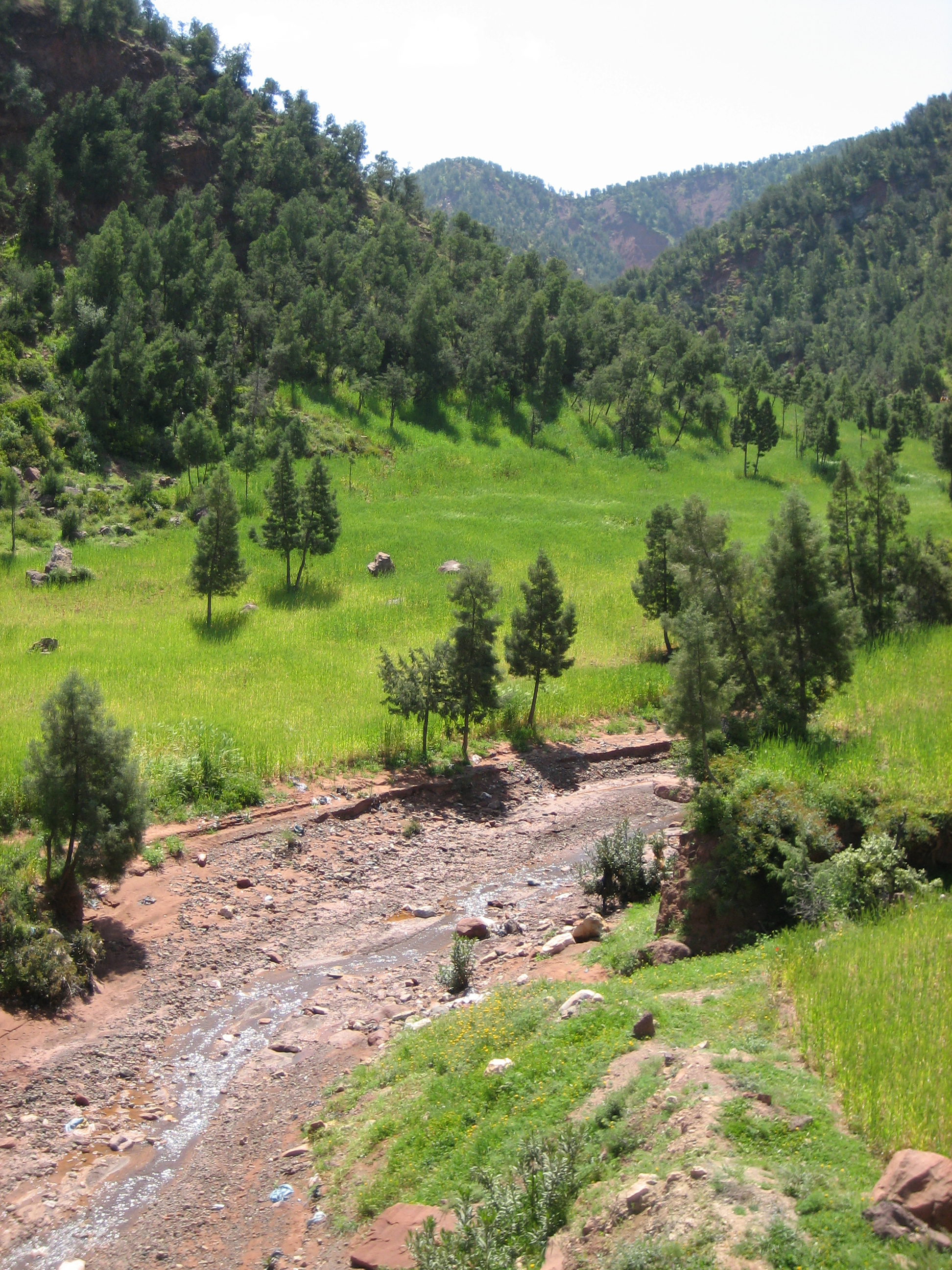
Bosque de Araar en Ourika (Marruecos).

### Citología
- 2n=22[3]

## Distribución
Tetraclinis articulata es un endemismo iberoafricano. En el noroeste de África crece en la Cordillera del Atlas de Marruecos (donde llega a formar verdaderos bosques), Argel y Túnez, así como en Melilla, aunque también se ha naturalizado en Chipre
En Europa cuenta con dos pequeñas poblaciones naturales, una en Malta y otra en las Sierras de Cartagena, en el sureste de España.
En el parque nacional de Doñana existe también una pequeña población con ejemplares centenarios que tradicionalmente ha sido considerada como introducida, aunque recientemente algunos autores han defendido su carácter autóctono.
Ocasionalmente ha sido plantado como ornamental en parques urbanos de pueblos del Levante Ibérico, por ejemplo en Albatera y Sierra de Callosa de Segura (Provincia de Alicante). 
Crece a altitudes relativamente bajas en clima cálido, subtropical seco del clima mediterráneo, en colinas y laderas secas y soleadas, principalmente en suelos calcáreos. Prefiere los suelos poco profundos y pedregosos.

## Reproducción
Se reproduce por semillas, que se dispersan en el otoño. También clonalmente por injerto

## Etimología
El nombre del género deriva del griego τετρά, cuatro, y χλινη, lecho, por  las cuatro escamas de sus piñas fructíferas.
El término Araar es su nombre común en los dialectos norteafricanos del árabe.

## Nombres comunes
- Castellano: alerce africano (3), araar (2), arar (2), arar de Berbería, azohía, ciprés de Berbería, ciprés de Cartagena, sabina (3), sabina de Cartagena, sandáraca, tuya, tuya articulada (5), tuya de África, árbol de la sandáraca.[6] Entre paréntesis, la frecuencia del vocablo en España.

## Usos y simbolismo
La resina (sandáraca) se usa para hacer barniz y laca; particularmente valorado por preservar pinturas. También se aplica en medicina natural contra los flujos vaginales, y en hemorroides.
Es el árbol nacional de Malta, donde es conocido por għargħar, que deriva del nombre arábigo Araar. Está ahora en proceso de reforestación.
La madera, particularmente de la base del tronco, se usa para trabajos decorativos y,
según Plinio el Viejo (13), era muy utilizada en la antigüedad para tableros de mesas lujosas que llegaban a costar, en dicha época, verdaderas fortunas. Por ejemplo, Cicerón llegó a pagar una de ellas un millón de sestercios de su tiempo, unos 200.000 Francos franceses de 1850.
Es muy valiosa para fijar dunas.
No es habitual su uso en jardinería, a pesar de su valor ornamental y su capacidad de adaptación a la sequía, características por las que sería una especie ideal para su uso desde áreas costeras hasta los 1800 m s. n. m.